# King of the Jungle
King of the Jungle é um seriado estadunidense de 1927, gênero aventura, dirigido por Webster Cullison, em 10 capítulos, estrelado por Elmo Lincoln e Sally Long. Único seriado produzido pela Hercules Film Productions, foi distribuído pela Rayart Pictures Corporation, e veiculou nos cinemas estadunidenses a partir de julho de 1927. Foi o último seriado distribuído pela Rayart Pictures.
Este seriado é considerado perdido.

## Elenco
- Elmo Lincoln
- Sally Long
- Gordon Standing
- George Kotsonaros
- Arthur Morrison
- Cliff Bowes
- Virginia True Boardman

## Capítulos
1. A Great Tragedy
2. The Elephant Avenger
3. Battling for Her Life.
4. Into the Lion's Jaws
5. The Striped Terror
6. Gripped by the Death Vice
7. The Slinking Demons
8. The Giant Ape Strikes
9. No Escape
10. The Death Trap

## Detalhes da produção
Um dos atores, Gordon Standing, amigo de Elmo Lincoln, morreu após ser atacado por um leão durante a produção, em 21 de maio de 1927, no Los Angeles General Hospital. Lincoln acreditava que a morte poderia ter sido evitável, e conduziu a sua aposentadoria temporária da indústria cinematográfica. Quando voltou para o cinema em 1939, Lincoln foi relegado para pequenos papéis, não recuperando jamais a fama de seus dias de cinema mudo.